# Fiume (Rocca Santa Maria)
Fiume è una frazione del comune di Rocca Santa Maria in Provincia di Teramo.
Il borgo è situato nel territorio dei Monti della Laga, all'interno del Parco nazionale del Gran Sasso e Monti della Laga, a 3 chilometri da Rocca Santa Maria.
Il suo nome deriva dalla posizione geografica dell'abitato, e precisamente dal fiume Tordino che attraversa la località.
Il paese apparteneva all'antica Università Agraria  di Rocca S. Maria, assieme alle frazioni e ai territori di Fustagnano-Imposte, di Martesi-Belvedere, di Colle Cesetta, di Tavolero-Force, di Canili, di Ciarelli-Sella Ciarelli-Coltrosino, di Paranesi, di Licciano, di Alvelli, di Cesa, di Tevere, di Castiglione, di Riano, di Forno e di Fioli.
Il paese è oggi del tutto disabitato, anche se durante l'estate alcune persone tornano nel paese natìo per trascorrervi un periodo di vacanze.

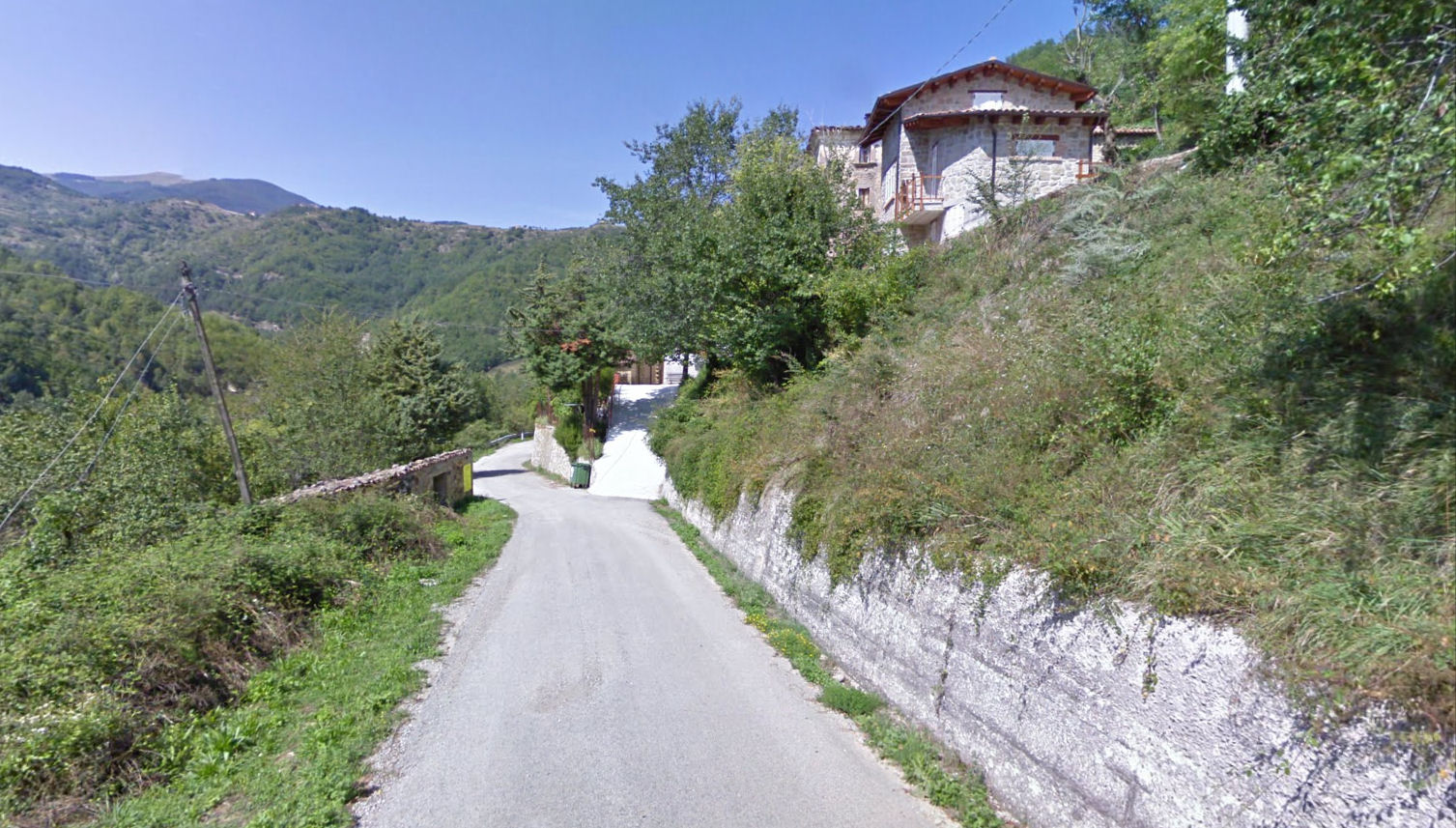
Entrata al paese